# Дюран-Рюэль, Поль
Поль Дюран-Рюэль (фр. Paul Durand-Ruel; 31 октября 1831 года, Париж — 5 февраля 1922 года) — французский коллекционер и меценат, оказывавший материальную поддержку художникам-импрессионистам. Один из первых коллекционеров, который, несмотря на негативные отзывы многих критиков, организовывал их персональные выставки.

## Биография
В 1855 году Поль унаследовал от отца магазин художественных принадлежностей. Дюран-Рюэль дружил с художниками барбизонской школы и оказывал им как моральную, так и финансовую поддержку. В своей галерее он выставлял их картины, прилагая немалые усилия к тому, чтобы они продавались.
В 1870 году Поль начал покровительствовать импрессионистам. Это произошло после его знакомства с Моне и Писсарро в Лондоне. С 1872 года он стал единственным торговцем картинами, на которого могли рассчитывать художники из «Салона отверженных», они уступали свои произведения за минимальные цены ради возможности заниматься творчеством. Это привело к тому, что в 1876 году Дюран-Рюэль устроил в своей галерее вторую выставку импрессионистов, тем самым бросив вызов официальному Салону. Однако через несколько лет из-за финансовых затруднений он прекратил покупать картины.
В апреле 1880 года в его доме Общество французских акварелистов устроило свою первую выставку.
13 марта 1886 года Дюран-Рюэль отправился в Нью-Йорк и открыл там выставку, благодаря которой Мане, Моне, Дега, Ренуар, Писсарро и Сислей получили в Америке официальное признание. После этого он решил открыть в Нью-Йорке отделение своей галереи.
С ноября 1890 по май 1891 года Дюран-Рюэль издавал в Париже журнал «Ар дан ле дё монд», в котором публиковались статьи о творчестве импрессионистов, написанные самыми блестящими критиками того времени.
За несколько лет до смерти в своих мемуарах он рассказал о трудностях, с которыми ему пришлось столкнуться как торговцу картинами. Французский кинорежиссёр Жан Ренуар, сын Огюста Ренуара, в биографии своего отца отмечал не только важную роль Дюрана-Рюэля в поддержке и пропагандировании творчества импрессионистов, но и его влияние на формирование современного арт-рынка в целом. По словам режиссёра, Дюран-Рюэль был единственным крупным коммерсантом, способным постоять за живопись импрессионистов, а по мнению его отца, Огюста Ренуара, вероятно, был единственным, кто ими интересовался; при этом художник отмечал и его чисто коммерческие интересы, что неизбежно делало Дюрана-Рюэля спекулянтом, который даже стремился до некоторой степени монополизировать рынок. Как бы то ни было, Жан Ренуар отмечал: «Система уже входила в силу, и именно Полю Дюран-Рюэлю было суждено вдохнуть в неё творческие силы, о существовании которых и не догадывались. Он стал изобретателем новой профессии. Eго коммерческий гений вкупе с творческим гением художников придал Парижу артистический блеск, непревзойдённый со времён итальянского Ренессанса».
Поль Дюран-Рюэль скончался 5 февраля 1922 года в родном городе и был похоронен на кладбище Монмартр.
Его заслуги перед отечеством были отмечены орденом Почётного легиона.